# Grand Prix de Denain 2024
La 65e édition du Grand Prix de Denain a lieu le 14 mars 2024. Elle fait partie du calendrier UCI ProSeries 2024 en catégorie 1.Pro (deuxième niveau mondial) et constitue l'une des manches de la Coupe de France de cyclisme sur route 2024.
L'épreuve est remportée par Jannik Steimle de l'équipe Q36.5 Pro Cycling Team qui s'impose devant Cériel Desal (Bingoal WB) et Dries Van Gestel (TotalEnergies).

## Présentation

### Parcours
Quatre boucles autour de Denain sont au programme des coureurs pour une distance totale de 196,2 km. Les trois premières boucles totalisant 91,8 km ne comptent aucun secteur pavé. Après le troisième passage sur la ligne d'arrivée, la quatrième boucle longue de 104,4 km comprend le franchissement de douze secteurs pavés mesurant un total de 22,6 km. La dernière section pavée d'une longueur de 1 800 m, d'Avesnes-le-Sec à Hordain, se situe à un peu plus de 10 kilomètres de l'arrivée à Denain.

### Équipes
Le Grand Prix de Denain est classé en catégorie 1.Pro. Par conséquent, la course est ouverte aux équipes UCI WorldTeam dans la limite de 70 % des équipes participantes, aux UCI ProTeams, aux équipes continentales et aux équipes nationales.
Dix-huit équipes participent à ce Grand Prix de Denain : neuf WorldTeams, sept ProTeams et quatre équipes continentales.
| WorldTeams (9)- Alpecin-Deceuninck - Arkéa-B&B Hotels - Cofidis - Decathlon-AG2R La Mondiale - Groupama-FDJ - Intermarché-Wanty - Soudal Quick-Step - Team Jayco AlUla - UAE Team Emirates ProTeams (7)- Bingoal WB - Euskaltel-Euskadi - Lotto Dstny - Q36.5 Pro Cycling Team - TDT-Unibet - Team Flanders-Baloise - TotalEnergies Équipes continentales (4)- CIC U Nantes Atlantique - Nice Métropole Côte d'Azur - Saint Michel-Mavic-Auber 93 - Van Rysel-Roubaix |
| |

### Principaux coureurs présents
Les vainqueurs des deux éditions précédentes Sebastián Molano et Max Walscheid sont présents au départ de la course. D'autres coureurs de renom sont également présents : Arnaud De Lie, Stefan Küng, Sam Bennett, ou encore le futur champion de France 2024 Paul Lapeira.

### Diffusion
Eurosport 2 a retransmis toute la course. France Télévisions a retransmis la fin de la course sur ses chaînes régionales.

## Déroulement de la course
L'échappée matinale de cinq coureurs se réduit dans le final de la course à trois hommes : le Français Maxime Jarnet (Van Rysel-Roubaix), l'Allemand Jannik Steimle (Q36.5 Pro Cycling) et le Belge Cériel Desal (Bingoal WB). Ils sont pris en chasse à 50 kilomètres de l'arrivée par un groupe de neuf hommes composé d'Arnaud De Lie, Alec Segaert, Sebastián Molano, Filippo Baroncini, Stefan Küng, James Fouché, Aimé De Gendt, Piet Allegaert et Hugo Page. Alors que ce groupe fond sur le trio de tête qui ne compte plus qu'une minute d'avance à 12 kilomètres du terme, une chute collective provoquée par une glissade sur un secteur pavé de Küng met presque tous les coureurs à terre. Dans le groupe de tête, Jarnet est distancé à 10 kilomètres de l'arrivée, permettant à Steimle et Desal de rejoindre Denain en tête. Parti de loin, Jannik Steimle s'impose facilement devant Cériel Desal.

## Classement de la course

### Classement général
| \| Classement général \| Classement général \| Classement général \| Classement général \| Classement général \| \| Coureur \| Coureur \| Pays \| Équipe \| Temps \| \| ------------------ \| ------------------ \| ------------------ \| ---------------------- \| ------------------ \| \| 1er \| Jannik Steimle \| Allemagne \| Q36.5 Pro Cycling Team \| 4 h 40 min 31 s \| \| 2e \| Cériel Desal \| Belgique \| Bingoal WB \| + 0 s \| \| 3e \| Dries Van Gestel \| Belgique \| TotalEnergies \| + 11 s \| \| 4e \| Arnaud De Lie \| Belgique \| Lotto Dstny \| + 11 s \| \| 5e \| Hugo Page \| France \| Intermarché-Wanty \| + 11 s \| \| 6e \| Maxime Jarnet \| France \| Van Rysel-Roubaix \| + 13 s \| \| 7e \| Brent Van Moer \| Belgique \| Lotto Dstny \| + 15 s \| \| 8e \| Aimé De Gendt \| Belgique \| Cofidis \| + 1 min 06 s \| \| 9e \| Simon Dehairs \| Belgique \| Alpecin-Deceuninck \| + 1 min 09 s \| \| 10e \| Amaury Capiot \| Belgique \| Arkéa-B&B Hotels \| + 1 min 09 s \| |                  |           |                        |                 |
| |                  |           |                        |                 |
| Source : ProCyclingStats |                  |           |                        |                 |
| Classement général |                  |           |                        |                 |
| Coureur | Coureur          | Pays      | Équipe                 | Temps           |
| 1er | Jannik Steimle   | Allemagne | Q36.5 Pro Cycling Team | 4 h 40 min 31 s |
| 2e | Cériel Desal     | Belgique  | Bingoal WB             | + 0 s           |
| 3e | Dries Van Gestel | Belgique  | TotalEnergies          | + 11 s          |
| 4e | Arnaud De Lie    | Belgique  | Lotto Dstny            | + 11 s          |
| 5e | Hugo Page        | France    | Intermarché-Wanty      | + 11 s          |
| 6e | Maxime Jarnet    | France    | Van Rysel-Roubaix      | + 13 s          |
| 7e | Brent Van Moer   | Belgique  | Lotto Dstny            | + 15 s          |
| 8e | Aimé De Gendt    | Belgique  | Cofidis                | + 1 min 06 s    |
| 9e | Simon Dehairs    | Belgique  | Alpecin-Deceuninck     | + 1 min 09 s    |
| 10e | Amaury Capiot    | Belgique  | Arkéa-B&B Hotels       | + 1 min 09 s    |

## Attributions des points

### Classement UCI
Les points sont attribués au Classement mondial UCI 2024 selon le barème suivant.
| Position           | 1er | 2e  | 3e  | 4e  | 5e | 6e | 7e | 8e | 9e | 10e | 11e | 12e | 13e | 14e | 15e | 16e à 30e | 31e à 40e |
| Classement général | 200 | 150 | 125 | 100 | 85 | 70 | 60 | 50 | 40 | 35  | 30  | 25  | 20  | 15  | 10  | 5         | 3         |

### Classements Coupe de France
L'ordre d'arrivée de l'épreuve détermine le nombre de points attribués pour le classement général individuel de la Coupe de France 2024.
| Position | 1er | 2e | 3e | 4e | 5e | 6e | 7e | 8e | 9e | 10e | 11e | 12e | 13e | 14e | 15e |
| Points   | 50  | 35 | 25 | 20 | 18 | 16 | 14 | 12 | 10 | 8   | 6   | 5   | 3   | 3   | 3   |

Le classement par équipes de la Coupe de France est établi de la manière suivante : on additionne les places des trois premiers coureurs pour définir le score de chaque équipe. Puis les équipes sont classées par score décroissant. L'équipe avec le total le plus faible sera la première et recevra 12 points au classement des équipes, jusqu'à la neuvième équipe qui marquera deux points. Seules les équipes françaises marquent des points.
| Position | 1re | 2e | 3e | 4e | 5e | 6e | 7e | 8e | 9e |
| Points   | 12  | 9  | 8  | 7  | 6  | 5  | 4  | 3  | 2  |

## Liste des participants
| Légende | Légende                                                                    | Légende | Légende                                                    |
| ------- | -------------------------------------------------------------------------- | ------- | ---------------------------------------------------------- |
| Num     | Dossard de départ porté par le coureur sur le Grand Prix de Denain         | Pos     | Position à l'arrivée de la course                          |
|         | Indique un maillot de champion national ou mondial, suivi de sa spécialité | NP      | Indique un coureur qui n'a pas pris le départ de la course |
| AB      | Indique un coureur qui n'a pas terminé la course                           | HD      | Indique un coureur qui a terminé la course hors des délais |
| DSQ     | Indique un coureur qui a été disqualifié de la course                      |         |                                                            |

| UAE Team Emirates UAD | UAE Team Emirates UAD      | UAE Team Emirates UAD |
| --------------------- | -------------------------- | --------------------- |
| Num                   | Coureur                    | Pos                   |
| 1                     | Sebastián Molano (COL)     | 77e                   |
| 2                     | Filippo Baroncini (ITA)    | AB                    |
| 3                     | Michael Vink (NZL)         | 62e                   |
| 4                     | António Morgado (POR)      | 14e                   |
| 5                     | Ivo Oliveira (POR) (route) | AB                    |
| 6                     | Nils Politt (GER)          | 39e                   |
| 7                     | Álvaro Hodeg (COL)         | AB                    |

| Soudal Quick-Step SOQ | Soudal Quick-Step SOQ    | Soudal Quick-Step SOQ |
| --------------------- | ------------------------ | --------------------- |
| Num                   | Coureur                  | Pos                   |
| 11                    | Yves Lampaert (BEL)      | 17e                   |
| 12                    | Ayco Bastiaens (BEL)     | AB                    |
| 13                    | Gil Gelders (BEL)        | 74e                   |
| 14                    | Pepijn Reinderink (NED)  | AB                    |
| 15                    | Bert Van Lerberghe (BEL) | AB                    |
| 16                    | Warre Vangheluwe (BEL)   | 69e                   |
| 17                    | Jordi Warlop (BEL)       | AB                    |

| Team Jayco AlUla JAY | Team Jayco AlUla JAY        | Team Jayco AlUla JAY |
| -------------------- | --------------------------- | -------------------- |
| Num                  | Coureur                     | Pos                  |
| 21                   | Max Walscheid (GER)         | 45e                  |
| 22                   | Amund Grøndahl Jansen (NOR) | 31e                  |
| 23                   | Jan Maas (NED)              | 78e                  |
| 24                   | Kelland O'Brien (AUS)       | 24e                  |
| 25                   | Blake Quick (AUS)           | 65e                  |
| 26                   | Elmar Reinders (NED)        | 46e                  |

| Alpecin-Deceuninck ADC | Alpecin-Deceuninck ADC      | Alpecin-Deceuninck ADC |
| ---------------------- | --------------------------- | ---------------------- |
| Num                    | Coureur                     | Pos                    |
| 31                     | Lars Boven (NED)            | 51e                    |
| 32                     | Samuel Gaze (NZL)           | AB                     |
| 33                     | Timo Kielich (BEL)          | 30e                    |
| 34                     | Oscar Riesebeek (NED)       | AB                     |
| 35                     | Fabio Van den Bossche (BEL) | 76e                    |
| 36                     | Stan Van Tricht (BEL)       | 42e                    |
| 37                     | Simon Dehairs (BEL)         | 9e                     |

| Arkéa-B&B Hotels ARK | Arkéa-B&B Hotels ARK  | Arkéa-B&B Hotels ARK |
| -------------------- | --------------------- | -------------------- |
| Num                  | Coureur               | Pos                  |
| 41                   | Luca Mozzato (ITA)    | 27e                  |
| 42                   | Alan Riou (FRA)       | AB                   |
| 43                   | Amaury Capiot (BEL)   | 10e                  |
| 44                   | Daniel McLay (GBR)    | AB                   |
| 45                   | Nicolas Milesi (ITA)  | AB                   |
| 46                   | Michel Ries (LUX)     | AB                   |
| 47                   | Florian Dauphin (FRA) | 57e                  |

| Cofidis COF | Cofidis COF                 | Cofidis COF |
| ----------- | --------------------------- | ----------- |
| Num         | Coureur                     | Pos         |
| 51          | Stanisław Aniołkowski (POL) | 48e         |
| 52          | Piet Allegaert (BEL)        | 20e         |
| 53          | Nolann Mahoudo (FRA)        | AB          |
| 54          | Christophe Noppe (BEL)      | 70e         |
| 55          | Milan Fretin (BEL)          | 63e         |
| 56          | Oliver Knight (GBR)         | AB          |
| 57          | Aimé De Gendt (BEL)         | 8e          |

| Decathlon-AG2R La Mondiale DAT | Decathlon-AG2R La Mondiale DAT | Decathlon-AG2R La Mondiale DAT |
| ------------------------------ | ------------------------------ | ------------------------------ |
| Num                            | Coureur                        | Pos                            |
| 61                             | Sam Bennett (IRL)              | 11e                            |
| 62                             | Edvald Boasson Hagen (NOR)     | 37e                            |
| 63                             | Jordan Labrosse (FRA)          | 41e                            |
| 64                             | Paul Lapeira (FRA)             | 72e                            |
| 66                             | Damien Touzé (FRA)             | NP                             |
| 67                             | Baptiste Veistroffer (FRA)     | 49e                            |

| Groupama-FDJ GFC | Groupama-FDJ GFC       | Groupama-FDJ GFC |
| ---------------- | ---------------------- | ---------------- |
| Num              | Coureur                | Pos              |
| 71               | Lewis Askey (GBR)      | 53e              |
| 72               | Stefan Küng (SUI)      | 26e              |
| 73               | Eddy Le Huitouze (FRA) | 86e              |
| 74               | Enzo Paleni (FRA)      | 67e              |
| 75               | Marc Sarreau (FRA)     | AB               |
| 76               | Matthew Walls (GBR)    | AB               |
| 77               | Titouan Fontaine (FRA) | AB               |

| Intermarché-Wanty IWA | Intermarché-Wanty IWA   | Intermarché-Wanty IWA |
| --------------------- | ----------------------- | --------------------- |
| Num                   | Coureur                 | Pos                   |
| 81                    | Huub Artz (NED)         | 35e                   |
| 82                    | Alexy Faure Prost (FRA) | AB                    |
| 83                    | Arne Marit (BEL)        | 50e                   |
| 84                    | Hugo Page (FRA)         | 5e                    |
| 85                    | Adrien Petit (FRA)      | AB                    |
| 86                    | Laurenz Rex (BEL)       | 15e                   |
| 87                    | Tim Rex (BEL)           | AB                    |

| Bingoal WB BWB | Bingoal WB BWB          | Bingoal WB BWB |
| -------------- | ----------------------- | -------------- |
| Num            | Coureur                 | Pos            |
| 91             | Luca De Meester (BEL)   | 82e            |
| 92             | Cériel Desal (BEL)      | 2e             |
| 93             | Michiel Lambrecht (BEL) | 66e            |
| 94             | Jens Reynders (BEL)     | 52e            |
| 95             | Kenneth Van Rooy (BEL)  | AB             |
| 96             | Nathan Vandepitte (FRA) | AB             |
| 97             | Jelle Vermoote (BEL)    | AB             |

| Euskaltel-Euskadi EUS | Euskaltel-Euskadi EUS          | Euskaltel-Euskadi EUS |
| --------------------- | ------------------------------ | --------------------- |
| Num                   | Coureur                        | Pos                   |
| 101                   | Jon Aberasturi (ESP)           | AB                    |
| 102                   | Andoni López de Abetxuko (ESP) | AB                    |
| 103                   | Xabier Berasategi (ESP)        | 73e                   |
| 104                   | Xabier Isasa (ESP)             | 44e                   |
| 105                   | James Fouché (NZL)             | 23e                   |
| 106                   | Gotzon Martín (ESP)            | 34e                   |
| 107                   | Unai Zubeldia (ESP)            | AB                    |

| Lotto Dstny LTD | Lotto Dstny LTD          | Lotto Dstny LTD |
| --------------- | ------------------------ | --------------- |
| Num             | Coureur                  | Pos             |
| 111             | Arnaud De Lie (BEL)      | 4e              |
| 112             | Sébastien Grignard (BEL) | AB              |
| 113             | Milan Menten (BEL)       | AB              |
| 114             | Alec Segaert (BEL)       | 22e             |
| 115             | Liam Slock (BEL)         | 28e             |
| 116             | Lionel Taminiaux (BEL)   | 13e             |
| 117             | Brent Van Moer (BEL)     | 7e              |

| Q36.5 Pro Cycling Team Q36 | Q36.5 Pro Cycling Team Q36      | Q36.5 Pro Cycling Team Q36 |
| -------------------------- | ------------------------------- | -------------------------- |
| Num                        | Coureur                         | Pos                        |
| 121                        | Xabier Mikel Azparren (ESP)     | AB                         |
| 122                        | Fabio Christen (SUI)            | 61e                        |
| 123                        | Szymon Sajnok (POL)             | 56e                        |
| 124                        | Cyrus Monk (AUS)                | 40e                        |
| 125                        | Matteo Moschetti (ITA)          | AB                         |
| 126                        | Jannik Steimle (GER)            | 1er                        |
| 127                        | Nickolas Zukowsky (CAN) (route) | AB                         |

| TDT-Unibet TDT | TDT-Unibet TDT              | TDT-Unibet TDT |
| -------------- | --------------------------- | -------------- |
| Num            | Coureur                     | Pos            |
| 131            | Jelle Johannink (NED)       | 32e            |
| 132            | Adam Ťoupalík (CZE)         | 38e            |
| 133            | Axel Huens (FRA)            | 21e            |
| 134            | Hartthijs de Vries (NED)    | 12e            |
| 135            | Martijn Budding (NED)       | 75e            |
| 136            | Nicklas Amdi Pedersen (DEN) | 43e            |
| 137            | Tomáš Kopecký (CZE)         | 55e            |

| Team Flanders-Baloise TFB | Team Flanders-Baloise TFB | Team Flanders-Baloise TFB |
| ------------------------- | ------------------------- | ------------------------- |
| Num                       | Coureur                   | Pos                       |
| 141                       | Alex Colman (BEL)         | AB                        |
| 142                       | Jasper Dejaegher (BEL)    | NP                        |
| 143                       | Noah Vandenbranden (BEL)  | AB                        |
| 144                       | Dylan Vandenstorme (BEL)  | 59e                       |
| 145                       | Yentl Vandevelde (BEL)    | 83e                       |
| 146                       | Ward Vanhoof (BEL)        | 19e                       |
| 147                       | Victor Vercouillie (BEL)  | AB                        |

| TotalEnergies TEN | TotalEnergies TEN       | TotalEnergies TEN |
| ----------------- | ----------------------- | ----------------- |
| Num               | Coureur                 | Pos               |
| 151               | Lucas Boniface (FRA)    | 71e               |
| 152               | Thomas Gachignard (FRA) | 29e               |
| 153               | Lorrenzo Manzin (FRA)   | AB                |
| 154               | Geoffrey Soupe (FRA)    | AB                |
| 155               | Anthony Turgis (FRA)    | 18e               |
| 156               | Baptiste Vadic (FRA)    | AB                |
| 157               | Dries Van Gestel (BEL)  | 3e                |

| CIC U Nantes Atlantique UCN | CIC U Nantes Atlantique UCN | CIC U Nantes Atlantique UCN |
| --------------------------- | --------------------------- | --------------------------- |
| Num                         | Coureur                     | Pos                         |
| 161                         | Maël Guégan (FRA)           | 33e                         |
| 162                         | Pierre-Henry Basset (FRA)   | 60e                         |
| 163                         | Enzo Boulet (FRA)           | AB                          |
| 164                         | Enzo Briand (FRA)           | AB                          |
| 165                         | Antoine Hue (FRA)           | 84e                         |
| 166                         | Matisse Julien (CAN)        | 58e                         |
| 167                         | Jon Rye-Johnsen (NOR)       | 85e                         |

| Nice Métropole Côte d'Azur NMC | Nice Métropole Côte d'Azur NMC | Nice Métropole Côte d'Azur NMC |
| ------------------------------ | ------------------------------ | ------------------------------ |
| Num                            | Coureur                        | Pos                            |
| 171                            | Jonathan Couanon (FRA)         | 79e                            |
| 172                            | Andrea Mifsud                  | AB                             |
| 173                            | Alexander Konijn (NED)         | AB                             |
| 174                            | Paul Hennequin (FRA)           | 64e                            |
| 175                            | Jean-Louis Le Ny (FRA)         | 68e                            |
| 176                            | Noah Knecht (FRA)              | NP                             |
| 177                            | Axel Narbonne-Zuccarelli (FRA) | 87e                            |

| Saint Michel-Mavic-Auber 93 AUB | Saint Michel-Mavic-Auber 93 AUB | Saint Michel-Mavic-Auber 93 AUB |
| ------------------------------- | ------------------------------- | ------------------------------- |
| Num                             | Coureur                         | Pos                             |
| 181                             | Alexandre Delettre (FRA)        | 25e                             |
| 182                             | Lucas Beneteau (FRA)            | AB                              |
| 183                             | Romain Cardis (FRA)             | AB                              |
| 185                             | Joris Delbove (FRA)             | 36e                             |
| 186                             | Jérémy Lecroq (FRA)             | AB                              |
| 187                             | Morne van Niekerk (RSA)         | 47e                             |

| Van Rysel-Roubaix VRR | Van Rysel-Roubaix VRR    | Van Rysel-Roubaix VRR |
| --------------------- | ------------------------ | --------------------- |
| Num                   | Coureur                  | Pos                   |
| 191                   | Rait Ärm (EST)           | 54e                   |
| 192                   | Kévin Avoine (FRA)       | 80e                   |
| 193                   | Maxime Jarnet (FRA)      | 6e                    |
| 194                   | Emmanuel Morin (FRA)     | 16e                   |
| 195                   | Valentin Tabellion (FRA) | AB                    |
| 196                   | Kenny Molly (BEL)        | 81e                   |
| 197                   | Norman Vahtra (EST)      | NP                    |

| UAE Team Emirates UAD | UAE Team Emirates UAD      | UAE Team Emirates UAD |
| --------------------- | -------------------------- | --------------------- |
| Num                   | Coureur                    | Pos                   |
| 1                     | Sebastián Molano (COL)     | 77e                   |
| 2                     | Filippo Baroncini (ITA)    | AB                    |
| 3                     | Michael Vink (NZL)         | 62e                   |
| 4                     | António Morgado (POR)      | 14e                   |
| 5                     | Ivo Oliveira (POR) (route) | AB                    |
| 6                     | Nils Politt (GER)          | 39e                   |
| 7                     | Álvaro Hodeg (COL)         | AB                    |

| Soudal Quick-Step SOQ | Soudal Quick-Step SOQ    | Soudal Quick-Step SOQ |
| --------------------- | ------------------------ | --------------------- |
| Num                   | Coureur                  | Pos                   |
| 11                    | Yves Lampaert (BEL)      | 17e                   |
| 12                    | Ayco Bastiaens (BEL)     | AB                    |
| 13                    | Gil Gelders (BEL)        | 74e                   |
| 14                    | Pepijn Reinderink (NED)  | AB                    |
| 15                    | Bert Van Lerberghe (BEL) | AB                    |
| 16                    | Warre Vangheluwe (BEL)   | 69e                   |
| 17                    | Jordi Warlop (BEL)       | AB                    |

| Team Jayco AlUla JAY | Team Jayco AlUla JAY        | Team Jayco AlUla JAY |
| -------------------- | --------------------------- | -------------------- |
| Num                  | Coureur                     | Pos                  |
| 21                   | Max Walscheid (GER)         | 45e                  |
| 22                   | Amund Grøndahl Jansen (NOR) | 31e                  |
| 23                   | Jan Maas (NED)              | 78e                  |
| 24                   | Kelland O'Brien (AUS)       | 24e                  |
| 25                   | Blake Quick (AUS)           | 65e                  |
| 26                   | Elmar Reinders (NED)        | 46e                  |

| Alpecin-Deceuninck ADC | Alpecin-Deceuninck ADC      | Alpecin-Deceuninck ADC |
| ---------------------- | --------------------------- | ---------------------- |
| Num                    | Coureur                     | Pos                    |
| 31                     | Lars Boven (NED)            | 51e                    |
| 32                     | Samuel Gaze (NZL)           | AB                     |
| 33                     | Timo Kielich (BEL)          | 30e                    |
| 34                     | Oscar Riesebeek (NED)       | AB                     |
| 35                     | Fabio Van den Bossche (BEL) | 76e                    |
| 36                     | Stan Van Tricht (BEL)       | 42e                    |
| 37                     | Simon Dehairs (BEL)         | 9e                     |

| Arkéa-B&B Hotels ARK | Arkéa-B&B Hotels ARK  | Arkéa-B&B Hotels ARK |
| -------------------- | --------------------- | -------------------- |
| Num                  | Coureur               | Pos                  |
| 41                   | Luca Mozzato (ITA)    | 27e                  |
| 42                   | Alan Riou (FRA)       | AB                   |
| 43                   | Amaury Capiot (BEL)   | 10e                  |
| 44                   | Daniel McLay (GBR)    | AB                   |
| 45                   | Nicolas Milesi (ITA)  | AB                   |
| 46                   | Michel Ries (LUX)     | AB                   |
| 47                   | Florian Dauphin (FRA) | 57e                  |

| Cofidis COF | Cofidis COF                 | Cofidis COF |
| ----------- | --------------------------- | ----------- |
| Num         | Coureur                     | Pos         |
| 51          | Stanisław Aniołkowski (POL) | 48e         |
| 52          | Piet Allegaert (BEL)        | 20e         |
| 53          | Nolann Mahoudo (FRA)        | AB          |
| 54          | Christophe Noppe (BEL)      | 70e         |
| 55          | Milan Fretin (BEL)          | 63e         |
| 56          | Oliver Knight (GBR)         | AB          |
| 57          | Aimé De Gendt (BEL)         | 8e          |

| Decathlon-AG2R La Mondiale DAT | Decathlon-AG2R La Mondiale DAT | Decathlon-AG2R La Mondiale DAT |
| ------------------------------ | ------------------------------ | ------------------------------ |
| Num                            | Coureur                        | Pos                            |
| 61                             | Sam Bennett (IRL)              | 11e                            |
| 62                             | Edvald Boasson Hagen (NOR)     | 37e                            |
| 63                             | Jordan Labrosse (FRA)          | 41e                            |
| 64                             | Paul Lapeira (FRA)             | 72e                            |
| 66                             | Damien Touzé (FRA)             | NP                             |
| 67                             | Baptiste Veistroffer (FRA)     | 49e                            |

| Groupama-FDJ GFC | Groupama-FDJ GFC       | Groupama-FDJ GFC |
| ---------------- | ---------------------- | ---------------- |
| Num              | Coureur                | Pos              |
| 71               | Lewis Askey (GBR)      | 53e              |
| 72               | Stefan Küng (SUI)      | 26e              |
| 73               | Eddy Le Huitouze (FRA) | 86e              |
| 74               | Enzo Paleni (FRA)      | 67e              |
| 75               | Marc Sarreau (FRA)     | AB               |
| 76               | Matthew Walls (GBR)    | AB               |
| 77               | Titouan Fontaine (FRA) | AB               |

| Intermarché-Wanty IWA | Intermarché-Wanty IWA   | Intermarché-Wanty IWA |
| --------------------- | ----------------------- | --------------------- |
| Num                   | Coureur                 | Pos                   |
| 81                    | Huub Artz (NED)         | 35e                   |
| 82                    | Alexy Faure Prost (FRA) | AB                    |
| 83                    | Arne Marit (BEL)        | 50e                   |
| 84                    | Hugo Page (FRA)         | 5e                    |
| 85                    | Adrien Petit (FRA)      | AB                    |
| 86                    | Laurenz Rex (BEL)       | 15e                   |
| 87                    | Tim Rex (BEL)           | AB                    |

| Bingoal WB BWB | Bingoal WB BWB          | Bingoal WB BWB |
| -------------- | ----------------------- | -------------- |
| Num            | Coureur                 | Pos            |
| 91             | Luca De Meester (BEL)   | 82e            |
| 92             | Cériel Desal (BEL)      | 2e             |
| 93             | Michiel Lambrecht (BEL) | 66e            |
| 94             | Jens Reynders (BEL)     | 52e            |
| 95             | Kenneth Van Rooy (BEL)  | AB             |
| 96             | Nathan Vandepitte (FRA) | AB             |
| 97             | Jelle Vermoote (BEL)    | AB             |

| Euskaltel-Euskadi EUS | Euskaltel-Euskadi EUS          | Euskaltel-Euskadi EUS |
| --------------------- | ------------------------------ | --------------------- |
| Num                   | Coureur                        | Pos                   |
| 101                   | Jon Aberasturi (ESP)           | AB                    |
| 102                   | Andoni López de Abetxuko (ESP) | AB                    |
| 103                   | Xabier Berasategi (ESP)        | 73e                   |
| 104                   | Xabier Isasa (ESP)             | 44e                   |
| 105                   | James Fouché (NZL)             | 23e                   |
| 106                   | Gotzon Martín (ESP)            | 34e                   |
| 107                   | Unai Zubeldia (ESP)            | AB                    |

| Lotto Dstny LTD | Lotto Dstny LTD          | Lotto Dstny LTD |
| --------------- | ------------------------ | --------------- |
| Num             | Coureur                  | Pos             |
| 111             | Arnaud De Lie (BEL)      | 4e              |
| 112             | Sébastien Grignard (BEL) | AB              |
| 113             | Milan Menten (BEL)       | AB              |
| 114             | Alec Segaert (BEL)       | 22e             |
| 115             | Liam Slock (BEL)         | 28e             |
| 116             | Lionel Taminiaux (BEL)   | 13e             |
| 117             | Brent Van Moer (BEL)     | 7e              |

| Q36.5 Pro Cycling Team Q36 | Q36.5 Pro Cycling Team Q36      | Q36.5 Pro Cycling Team Q36 |
| -------------------------- | ------------------------------- | -------------------------- |
| Num                        | Coureur                         | Pos                        |
| 121                        | Xabier Mikel Azparren (ESP)     | AB                         |
| 122                        | Fabio Christen (SUI)            | 61e                        |
| 123                        | Szymon Sajnok (POL)             | 56e                        |
| 124                        | Cyrus Monk (AUS)                | 40e                        |
| 125                        | Matteo Moschetti (ITA)          | AB                         |
| 126                        | Jannik Steimle (GER)            | 1er                        |
| 127                        | Nickolas Zukowsky (CAN) (route) | AB                         |

| TDT-Unibet TDT | TDT-Unibet TDT              | TDT-Unibet TDT |
| -------------- | --------------------------- | -------------- |
| Num            | Coureur                     | Pos            |
| 131            | Jelle Johannink (NED)       | 32e            |
| 132            | Adam Ťoupalík (CZE)         | 38e            |
| 133            | Axel Huens (FRA)            | 21e            |
| 134            | Hartthijs de Vries (NED)    | 12e            |
| 135            | Martijn Budding (NED)       | 75e            |
| 136            | Nicklas Amdi Pedersen (DEN) | 43e            |
| 137            | Tomáš Kopecký (CZE)         | 55e            |

| Team Flanders-Baloise TFB | Team Flanders-Baloise TFB | Team Flanders-Baloise TFB |
| ------------------------- | ------------------------- | ------------------------- |
| Num                       | Coureur                   | Pos                       |
| 141                       | Alex Colman (BEL)         | AB                        |
| 142                       | Jasper Dejaegher (BEL)    | NP                        |
| 143                       | Noah Vandenbranden (BEL)  | AB                        |
| 144                       | Dylan Vandenstorme (BEL)  | 59e                       |
| 145                       | Yentl Vandevelde (BEL)    | 83e                       |
| 146                       | Ward Vanhoof (BEL)        | 19e                       |
| 147                       | Victor Vercouillie (BEL)  | AB                        |

| TotalEnergies TEN | TotalEnergies TEN       | TotalEnergies TEN |
| ----------------- | ----------------------- | ----------------- |
| Num               | Coureur                 | Pos               |
| 151               | Lucas Boniface (FRA)    | 71e               |
| 152               | Thomas Gachignard (FRA) | 29e               |
| 153               | Lorrenzo Manzin (FRA)   | AB                |
| 154               | Geoffrey Soupe (FRA)    | AB                |
| 155               | Anthony Turgis (FRA)    | 18e               |
| 156               | Baptiste Vadic (FRA)    | AB                |
| 157               | Dries Van Gestel (BEL)  | 3e                |

| CIC U Nantes Atlantique UCN | CIC U Nantes Atlantique UCN | CIC U Nantes Atlantique UCN |
| --------------------------- | --------------------------- | --------------------------- |
| Num                         | Coureur                     | Pos                         |
| 161                         | Maël Guégan (FRA)           | 33e                         |
| 162                         | Pierre-Henry Basset (FRA)   | 60e                         |
| 163                         | Enzo Boulet (FRA)           | AB                          |
| 164                         | Enzo Briand (FRA)           | AB                          |
| 165                         | Antoine Hue (FRA)           | 84e                         |
| 166                         | Matisse Julien (CAN)        | 58e                         |
| 167                         | Jon Rye-Johnsen (NOR)       | 85e                         |

| Nice Métropole Côte d'Azur NMC | Nice Métropole Côte d'Azur NMC | Nice Métropole Côte d'Azur NMC |
| ------------------------------ | ------------------------------ | ------------------------------ |
| Num                            | Coureur                        | Pos                            |
| 171                            | Jonathan Couanon (FRA)         | 79e                            |
| 172                            | Andrea Mifsud                  | AB                             |
| 173                            | Alexander Konijn (NED)         | AB                             |
| 174                            | Paul Hennequin (FRA)           | 64e                            |
| 175                            | Jean-Louis Le Ny (FRA)         | 68e                            |
| 176                            | Noah Knecht (FRA)              | NP                             |
| 177                            | Axel Narbonne-Zuccarelli (FRA) | 87e                            |

| Saint Michel-Mavic-Auber 93 AUB | Saint Michel-Mavic-Auber 93 AUB | Saint Michel-Mavic-Auber 93 AUB |
| ------------------------------- | ------------------------------- | ------------------------------- |
| Num                             | Coureur                         | Pos                             |
| 181                             | Alexandre Delettre (FRA)        | 25e                             |
| 182                             | Lucas Beneteau (FRA)            | AB                              |
| 183                             | Romain Cardis (FRA)             | AB                              |
| 185                             | Joris Delbove (FRA)             | 36e                             |
| 186                             | Jérémy Lecroq (FRA)             | AB                              |
| 187                             | Morne van Niekerk (RSA)         | 47e                             |

| Van Rysel-Roubaix VRR | Van Rysel-Roubaix VRR    | Van Rysel-Roubaix VRR |
| --------------------- | ------------------------ | --------------------- |
| Num                   | Coureur                  | Pos                   |
| 191                   | Rait Ärm (EST)           | 54e                   |
| 192                   | Kévin Avoine (FRA)       | 80e                   |
| 193                   | Maxime Jarnet (FRA)      | 6e                    |
| 194                   | Emmanuel Morin (FRA)     | 16e                   |
| 195                   | Valentin Tabellion (FRA) | AB                    |
| 196                   | Kenny Molly (BEL)        | 81e                   |
| 197                   | Norman Vahtra (EST)      | NP                    |